# Тельца Вайбеля — Паладе
Тельца Вайбеля — Паладе — особые везикулы в клетках эндотелия сосудов которые содержат фактор фон Виллебранда и P-селектин и секретируют их в случае активации эндотелия при повреждении ткани. Могут быть сферической, овальной или продолговатой формы.

## История
Особые цитоплазматические включения в эндотелиальных клетках были обнаружены в 1964 году и названы по именам открывших их учёных: швейцарского анатома Эвальда Вайбеля и румынского физиолога Джорджа Эмиля Паладе. Джордж Паладе стал лауреатом Нобелевской премии по физиологии в 1974 году за открытие секреторного клеточного пути.

## Состав
Тельца Вайбеля — Паладе служат для хранения синтезированных клеткой белков, которые могут быть быстро секретированы из клетки при её активации. В везикулах содержатся два основных белка: фактор фон Виллебранда и P-селектин. Фактор фон Виллебранда — олигомерный белок, который является важным компонентом свёртывания крови. P-селектин — мембранный белок, относящийся к белкам клеточной адгезии. Он служит лигандом для лейкоцитов крови и играет важную роль в секвестрации лейкоцитов на участке повреждения и, таким образом, является компонентом клеточной системы воспаления. Кроме этого, в везикулах находятся также в качестве минорных компонентов интерлейкин-8, эотаксин-3, эндотелин-1, ангиопоэтин-2, остеопоэтин, CD63 и некоторые другие белки.